# Alexander Haig

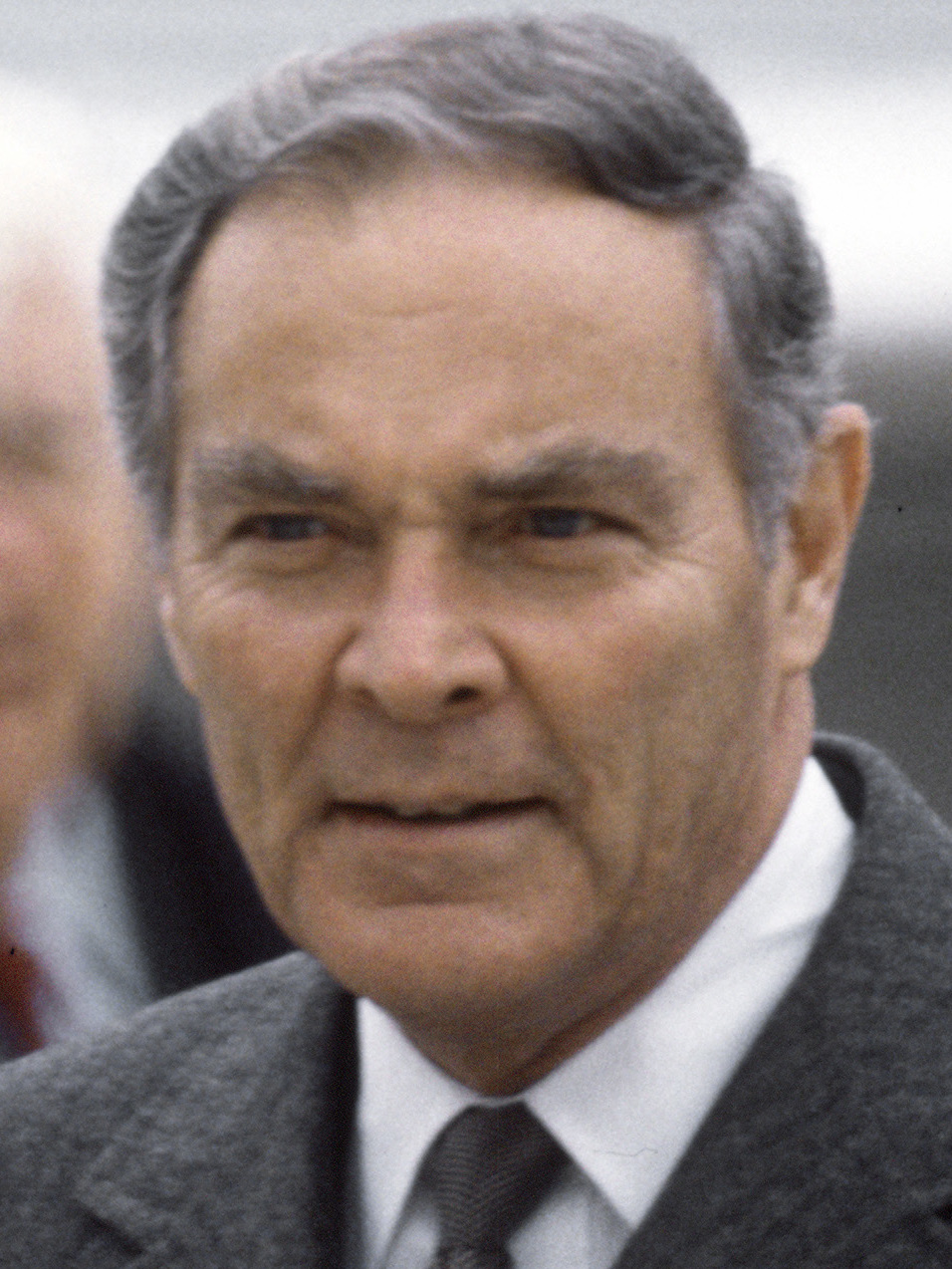
Alexander Haig (1981)

Alexander Meigs „Al“ Haig Jr. (* 2. Dezember 1924 in Bala Cynwyd, Pennsylvania; † 20. Februar 2010 in Baltimore, Maryland) war ein US-amerikanischer Offizier und Politiker. Haig war General der US Army und NATO-Oberbefehlshaber in Europa. Er war außerdem Stabschef des Weißen Hauses unter den US-Präsidenten Richard Nixon und Gerald Ford sowie Außenminister unter Ronald Reagan.

## Karriere

### Frühe militärische Karriere
Haig, der Sohn von Alexander Meigs Haig Sr. und Regina Anne Murphy, begann nach seiner Schulausbildung eine militärische Laufbahn und absolvierte die US-Militärakademie in West Point. Die Georgetown University in Washington, D.C. schloss er mit einem Master of Arts in Internationalen Beziehungen ab. Als Soldat diente er nach 1945 im besetzten Japan, in Korea und Vietnam, wo er ein Bataillon und schließlich eine Brigade der 1. Infanterie-Division kommandierte und zum Colonel avancierte. 1967 wurde er im Kampf schwer verwundet. Für seinen Kriegseinsatz in Vietnam erhielt er das Distinguished Service Cross. Von 1967 bis 1969 war er Kommandeur eines Kadetten-Regiments in West Point.
1969 wurde er Mitglied im Nationalen Sicherheitsrat unter Henry Kissinger. Kissinger entsandte ihn wiederholt in Sondermissionen nach Kambodscha, Laos, Thailand, Vietnam und Paris. Haig half dem südvietnamesischen Präsidenten Nguyễn Văn Thiệu, 1972 einen letzten Waffenstillstand auszuhandeln. Anfang 1973 wurde er zum General befördert und zum stellvertretenden Generalstabschef der US Army im US-Verteidigungsministerium ernannt.

### Stabschef im Weißen Haus
Als Präsident Richard Nixon seinen Stabschef Bob Haldeman wegen dessen Verwicklung in die Watergate-Affäre entließ, berief er Haig zum Assistant to the President. In der Watergate-Affäre spielte Haig als Nixons Stabschef des Weißen Hauses von 1973 bis 1974 eine große Rolle als Krisenmanager. Haig blieb auch unter Präsident Gerald Ford zunächst im Amt, bis er von Donald Rumsfeld abgelöst wurde.
Die Autoren Len Colodny und Robert Gettlin spekulierten 1991 in ihrem Buch Silent Coup: The Removal of a President, dass Haig der Informant „Deep Throat“ sein könnte, wobei sie darauf hinwiesen, dass Bob Woodward und Haig sich kennenlernten, als Woodward beim Marinegeheimdienst arbeitete. Diese These stellte sich als falsch heraus, als Mark Felt, der frühere Vizedirektor des FBI, sich 2005 als Woodwards und Carl Bernsteins Quelle bekannte.

### NATO-Oberbefehlshaber Europa

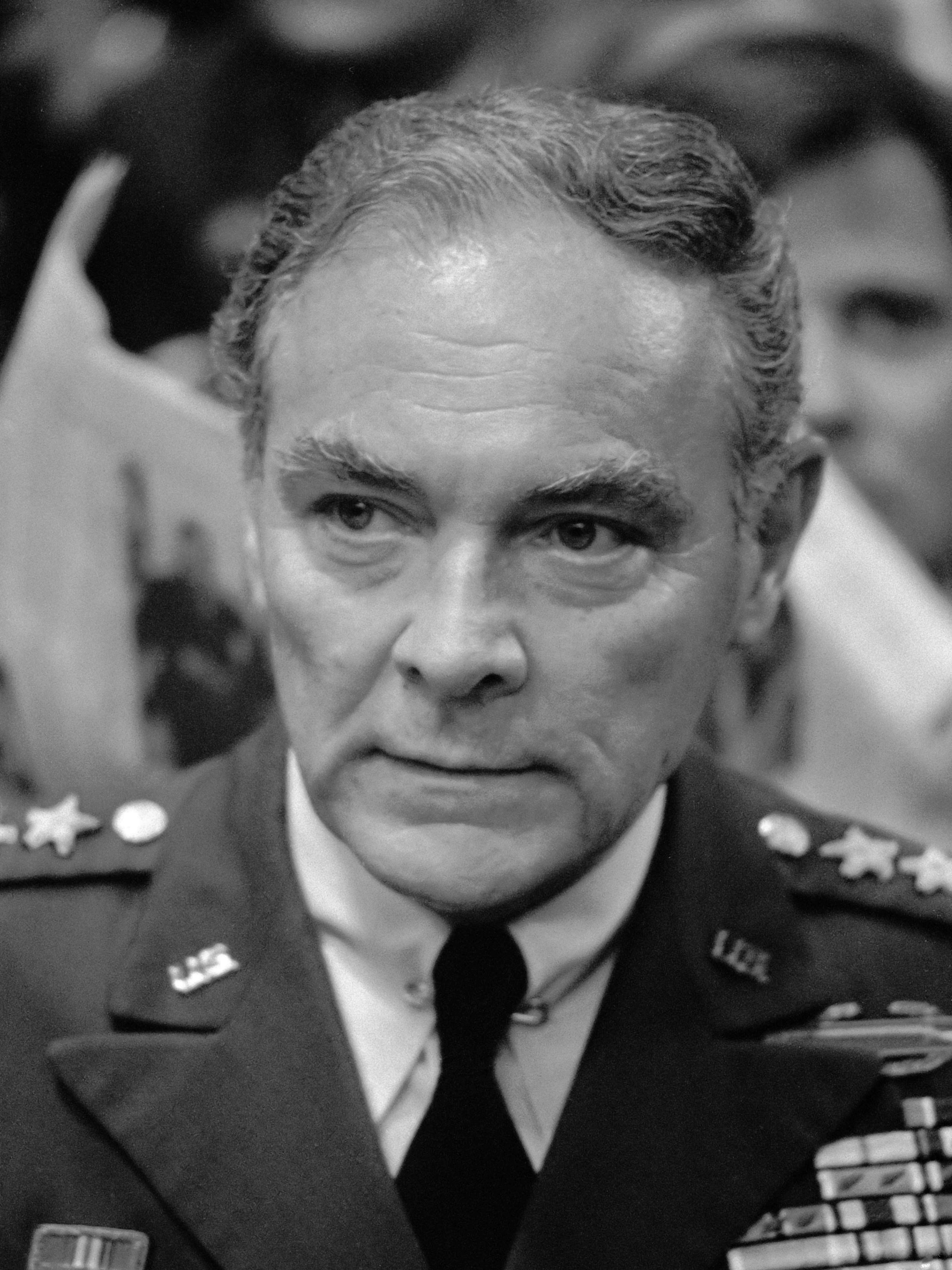
Alexander Haig (1979)

Von 1974 bis 1979 amtierte Haig als NATO-Oberbefehlshaber in Europa (SACEUR). Am Morgen des 25. Juni 1979 verübten die RAF-Terroristen Susanne Albrecht, Werner Lotze und Rolf Clemens Wagner einen Anschlag auf Haig, als er auf dem Weg zu seinem Arbeitsplatz im NATO-Hauptquartier in Mons (Belgien) war. Die Terroristen hatten ein unter der Straße verlaufendes Rohr mit Sprengstoff gefüllt und die Ladung gezündet, als Haigs Wagenkolonne die Stelle passierte. Sein Mercedes wurde zwar getroffen und zerstört, jedoch konnten sich Haig und sein Fahrer unverletzt in Sicherheit bringen. Deshalb scheiterte auch der Versuch, ihn mit einem gestohlenen Rettungsfahrzeug zu entführen.
Aus Unzufriedenheit mit der Politik Präsident Carters reichte er 1979 vorzeitig seinen Rücktritt ein. Er wurde Chef des Rüstungsunternehmens United Technologies Corporation (UTC).

### Außenminister
Im Januar 1981 berief ihn Präsident Ronald Reagan als Außenminister in sein Kabinett. Seine Amtszeit als Außenminister war von Zusammenstößen mit dem moderateren Verteidigungsminister Caspar Weinberger über die Notwendigkeit von Militäreinsätzen geprägt. Nach seiner Auffassung waren die fortschreitende Aufsplitterung der Macht unter immer mehr Nationen, die zunehmende Bedrohung der USA und ihrer Verbündeten durch innere Unruhen sowie die sowjetische Aufrüstung die drei außenpolitischen Hauptgefahren jener Zeit.
Während des Attentats auf Ronald Reagan am 30. März 1981 befand sich Vizepräsident George Bush im heimischen Texas und Haig erklärte wenige Stunden nach dem Anschlag vor laufenden Fernsehkameras, dass er im Weißen Haus ab sofort und bis zur Rückkehr des Vizepräsidenten die Kontrolle habe. Als ehemaligem Stabschef in der Spätphase der Watergate-Affäre hätte ihm aber bewusst sein müssen, dass in der verfassungsmäßigen Reihenfolge bei der Nachfolge des Präsidenten der Sprecher des US-Repräsentantenhauses, Tip O’Neill, als Dritter sowie der Präsident pro tempore des US-Senats, Strom Thurmond, als Vierter vor dem Außenminister rangierten. Dies verursachte innerhalb der US-Regierung und Öffentlichkeit erhebliches Befremden. Die Situation wurde dadurch bereinigt, dass Bush am Abend desselben Tages die Amtsgeschäfte bis zu Reagans Genesung übernahm. Sein Ruf erholte sich nach diesem Vorkommnis nicht wieder.
In Haigs Amtszeit als Außenminister fiel auch der Falklandkrieg, in dem Haig im April 1982 nach der argentinischen Invasion noch vor Ankunft der britischen Flotte im südatlantischen Kriegsgebiet eine Pendeldiplomatie betrieb. Haig reiste zu Gesprächen mit der britischen und argentinischen Regierung nach London und Buenos Aires, jedoch wurden die Verhandlungen abgebrochen, und Haig kehrte am 19. April ergebnislos nach Washington D.C. zurück. Später wurde bekannt, dass die Briten Fotos US-amerikanischer Aufklärungssatelliten erhalten hatten, was der Royal Navy einen wichtigen Vorteil verschaffte.
Haig trat am 25. Juni 1982 als Außenminister zurück, nach nur 18 Monaten im Amt.

### Spätere Jahre

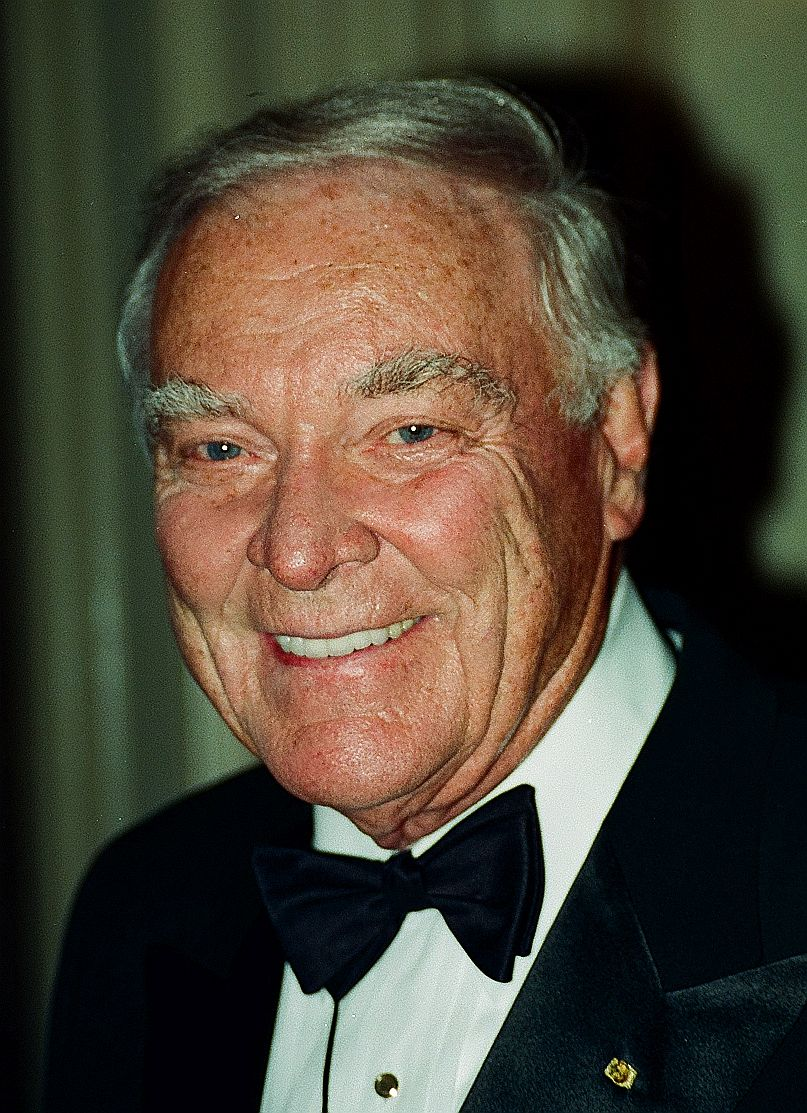
Alexander Haig (2000)

In den 1980er und 90er Jahren war Haig, zu dieser Zeit Chef einer Beratungsfirma, als Direktor für verschiedene Firmen, die zu dieser Zeit schwierige Zeiten erlebten, tätig, am bekanntesten darunter der Computerhersteller Commodore International.
Haig bemühte sich 1988 erfolglos um eine Nominierung als Präsidentschaftskandidat durch die Republikanische Partei und diente CNN zeitweise als Military Analyst – eine Art Militärexperte. 2002 wurde er zu dem Film Angeklagt: Henry Kissinger interviewt. Er ist Vater des Schriftstellers Brian Haig.
Haig starb am 20. Februar 2010 im Johns Hopkins Hospital in Baltimore an den Folgen einer Infektion.

## Auszeichnungen
Auswahl der Dekorationen, sortiert in Anlehnung der Order of Precedence of Military Awards:
- Distinguished Service Cross
- Defense Distinguished Service Medal (2 ×)
- Army Distinguished Service Medal
- Silver Star (2 ×)
- Legion of Merit (3 ×)
- Distinguished Flying Cross (3 ×)
- Bronze Star (3 ×)
- Purple Heart
- Air Medal (24 ×)
- Army Commendation Medal
- National Defense Service Medal (2 ×)
- Korean Service Medal (5 ×)
- Vietnam Service Medal (3 ×)
- Großkreuz des Verdienstordens der Bundesrepublik Deutschland

## Veröffentlichungen
- Geisterschiff USA. Wer macht Reagans Außenpolitik? Aus dem Amerikanischen von Hermann Kusterer mit einer Einführung von Richard Löwenthal. Klett-Cotta, Stuttgart 1984, ISBN 3-608-91322-X.